# كارلوس غوزمان
كارلوس غوزمان (بالإسبانية: Carlos Guzmán) (19 مايو 1994 في المكسيك - ) هو لاعب كرة قدم مكسيكي في مركز الدفاع. شارك مع منتخب المكسيك تحت 17 سنة لكرة القدم ومنتخب المكسيك تحت 20 سنة لكرة القدم. أما مع النوادي، فقد لعب مع نادي بويبلا ونادي تيخوانا وأتليتكو سان لويس ونادي موريليا الرياضي وطوروس نيزا.

## وصلات خارجية
- كارلوس غوزمان على موقع الاتحاد الدولي (مؤرشف)  (الإنجليزية)
- كارلوس غوزمان على موقع قاعدة بيانات كرة القدم.إي يو (الإنجليزية)
- كارلوس غوزمان على موقع Soccerway.com (الإنجليزية)